# Бачинін Іван Єлисейович
Іва́н Єлисе́йович Бачи́нін (рос. Иван Елисеевич Бачинин; 13 вересня 1918, село Арамашка, Камишловський повіт, Пермська губернія — 15 січня 2007, Єкатеринбург, Росія) — Герой Соціалістичної Праці, бригадир вальників Отрадновського ліспромгоспу.

## Біографія
Іван Єлисейович народився 13 вересня 1918 року в селі Арамашка Камишловського повіту Пермської губернії (нині Режівський район Свердловської області).
Трудову діяльність розпочав вальником Отрадновського ліспромгоспу Свердловської області, мотористом електропили Отрадновського ліспромгоспу. Був делегатом XXII з'їзду КПРС у 1961 році.
Іван Єлисейович помер 15 січня 2007 року в Єкатеринбурзі й похований на Широкореченському кладовищі.

## Нагороди
- 05.10.1957 — звання Герой Соціалістичної Праці з золотою медаллю «Серп і Молот» і орден Леніна «за видатні успіхи, досягнуті в справі розвитку лісової промисловості»[4].